# State of the World
Singles de Janet Jackson
Love Will Never Do (Without You)
(1990) The Best Things in Life Are Free
(1992)
State of the World est une chanson de l'artiste américaine Janet Jackson, issue de son quatrième album, Janet Jackson's Rhythm Nation 1814 et sortie en single le 6 février 1991 sous le label A&M Records. Elle a été principalement écrite et produite par le duo Jimmy Jam et Terry Lewis. La chanson est musicalement agrémentée de bruits de sirènes et de synthétiseurs tandis que les paroles évoquent le problème des sans-abri. La chanson a été conçue en s'inspirant des chaînes d'information.
State of the World reçoit des avis mitigés ; certaines critiques ne la trouvent pas convaincante. La chanson ne bénéficie pas d'une sortie commerciale aux États-Unis, ce qui ne lui permet pas d'entrer dans le Billboard Hot 100 mais atteint la cinquième place du Hot 100 Airplay. Aucun clip n'accompagne la chanson. Janet Jackson interprète la chanson que lors de sa tournée Rhythm Nation World Tour en 1990 et le State Of The World Tour récemment en 2017.

## Genèse et sortie
À la suite du succès colossal de Control en 1986, Janet Jackson est motivée pour écrire de nouvelles chansons et se voit accorder plus de place dans la production de son nouvel album. Les cadres d'A&M lui suggèrent de poursuivre la méthode de Control et de réaliser un nouvel album concept intitulé Scandal qui  parlerait de la famille Jackson. Jackson écrit une chanson qui s'appelle You Need Me et qui parle  de son père. Cependant, elle n'a pas envie de dédier un allbum entier  sur sa famille. Elle explique : « Beaucoup de gens voulaient que je fasse un autre album comme Control et c'est ce que je ne voulais absolument pas faire. Je voulais faire quelque chose en lequel je croyais et que je prendrais à cœur ». Le concept de Rhythm Nation se met en place rapidement car Jackson regarde beaucoup la télévision. Le producteur Jimmy Jam se souvient : « On regardait BET, MTV... et on mettait CNN et il y avait toujours des drames. Il n'y avait jamais de bonnes nouvelles, que des mauvaises nouvelles ». State of the World est l'une de ses chansons qui s'inspirent de la télévision et des informations. Sortie le 6 février 1991, State of the World est le huitième et dernier single de l'album Janet Jackson's Rhythm Nation 1814. Le label estime que promouvoir la chanson uniquement à la radio ferait vendre plus d'albums.

## Structure musicale
Dans l'album, la chanson est précédée par l'interlude T.V. qui est une combinaison d'extraits télévisuels comme si le téléspectateur zappait avec sa télécommande. L'interlude est directement suivie de State of the World qui démarre avec des bruits de sirènes et des sons de synthétiseurs. Les paroles se concentrent sur le problème des sans-abri. Selon Jon Pareles de The New York Times, Jackson tente de rester optimiste sur l'état du monde : « Réchappons cet orage ensemble » et compare musicalement la chanson à la musique de Prince. Dans le livre Born in the U.S.A.: The Myth of America in Popular Music from Colonial Times to the Present, Timothy E. Scheurer remarque qu'elle tente de délivrer un message d'espoir. Selon lui, la chanson est comme un diagnostic médical dans lequel Jackson préconise l'éducation comme la clé pour résoudre les problèmes. Le magazine Pace décrit la chanson comme « un assaut dance ».

## Accueil

### Critique
State of the World reçoit des critiques partagées pour la plupart. Jon Pareles de The New York Times considère que « malgré son message peu original, [la chanson] a des limites et des angles sombres ». Zachary Powell de Sputnikmusic pense que « State of the World garde le mouvement optimiste avec lequel démarre Rhythm Nation mais avec une touche socialement plus consciente. Elle partage avec la précédente piste un rythme groove et dansant mais prend littéralement une autre direction en montrant le côté humain de Janet Jackson ». Dennis Hunt de Los Angeles Times donne une critique positive et dit que le mouvement vers les questions sociales est un choix difficile. Cependant, il trouve que State of the World n'est pas intéressante tant au niveau musical que pour transmettre des messages. Selon une critique rétrospective d'Entertainment Scene 360, la chanson n'a pas pris une ride.
Dans le livre Michael Jackson A Life In Music: A Life in Music, Geoff Brown remarque que comme son frère Michael, elle se focalise sur des problèmes mais ne donne pas de solutions. Dans le livre The New Rolling Stone Album Guide, la critique de l'album donne : « Les appels sincères pour l'unité raciale et les réflexions nébuleuses de State of the World n'obscurcissent pas le rythme pulsé des autres chansons » de l'album. Jonathan Van Meter de Spin donne un avis négatif : « State of the World, Rhythm Nation et The Knowledge forme une trilogie Spike Leeesque rendue encore moins convaincante par un fond musical house ennuyant et qui malheureusement, démode le rythme sous tous les angles ». Alex Henderson d'AllMusic trouve la chanson troublante.

### Commercial
Aux États-Unis, la chanson est envoyée aux radios mais ne bénéficie pas d'une sortie en single. De ce fait, et selon les règles du Billboard à cette époque, elle ne peut se classer dans le Hot 100 ou le Hot R&B/Hip-Hop Songs. Cependant, ses diffusions régulières sur les stations de radio américaines lui permettent d'atteindre la cinquième place du Billboard Hot 100 Airplay le 6 avril 1991. De cette situation, Fred Bronson, journaliste du magazine, spécule le fait qu'une sortie en single aurait assuré un huitième top 10 pour la chanteuse, établissant ainsi un record pour l'album Janet Jackson's Rhythm Nation 1814. En Australie, la chanson bénéficie d'une sortie en single, ce qui lui permet d'atteindre la 94e place du hit-parade en juillet 1991.

## Interprétations scéniques
Janet Jackson interprète cette chanson lors de la tournée de promotion de l'album, le Rhythm Nation World Tour 1990.

## Versions du titre
| CD australien 1. State of the World (LP Version) – 4:49 2. State of the World (State of the World Suite) – 14:09 Vinyl promo américain 1. State of the World (United Nations 12") – 7:47 2. State of the World (United Nations Dub) – 6:12 3. State of the World (United Nations Instrumental) – 4:46 4. State of the World (Third World 7") – 4:24 5. State of the World (Third World Dub) – 3:05 6. State of the World (Third World Instrumental) – 4:42 7. State of the World (State of the World Suite) – 14:08 8. State of the World (State of the House 12") – 4:57 9. State of the World (Make a Change Dub) – 4:40 10. State of the World (World Dance Mix) – 4:47 CD promo américain 1. State of the World (Edit) – 4:19 2. State of the World (United Nations 7") – 4:20 3. State of the World (State of the House 7") – 4:32 4. State of the World (Third World 7") – 4:26 5. State of the World (LP Version) – 4:49 6. State of the World (State of the House 12") – 4:58 7. State of the World (United Nations 12") – 7:48 8. State of the World (State of the World Suite) – 14:09 | Vinyl promo canadien 1. State of the World (LP Version) – 4:49 2. State of the World (State of the House 12") – 4:57 3. State of the World (Third World 7") – 4:24 4. State of the World (World Dance Mix) – 4:47 CD japonais 1. State of the World (United Nations 7") – 4:20 2. State of the World (State of the House 7") – 4:32 3. State of the World (Third World 7") – 4:26 4. State of the World (LP Version) – 4:49 5. State of the World (State of the House 12") – 4:58 6. State of the World (United Nations 12") – 7:48 7. State of the World (United Nations Dub) – 6:12 8. State of the World (United Nations Instrumental) – 4:46 9. State of the World (Third World Dub) – 3:05 10. State of the World (Third World Instrumental) – 4:42 11. State of the World (Make a Change Dub) – 4:40 12. State of the World (World Dance Mix) – 4:47 13. State of the World (State of the World Suite) – 14:09 |

## Classement par pays
| Classement (1991)              | Meilleure position |
| ------------------------------ | ------------------ |
| Australie (ARIA Singles Chart) | 94                 |
| États-Unis (Radio Songs)       | 5                  |
| États-Unis (Dance Club Songs)  | 9                  |

## Compléments

### Ouvrages
- Nathan Brackett et Christian David Hoard The New Rolling Stone Album Guide, 2004

1. ↑  p. 411.

- Fred Bronson Billboard's Hottest Hot 100 Hits, 2002

1. ↑  p. 362.

- Fred Bronson The Billboard Book of Number 1 Hits, 2003

1. ↑  p. 744.
2. 1 2  p. 776.

- Geoff Brown Michael Jackson A Life In Music: A Life in Music, 2010

1. ↑  p. 236.

- Timothy E. Scheurer Born in the U.S.A.: The Myth of America in Popular Music from Colonial Times to the Present, 2007

1. ↑  p. 244.

- Martin Strong The Great Rock Discography: Complete Discographies Listing Every Track, 2004

1. ↑  p. 749.